# Salomonsmonarch
De salomonsmonarch (Symposiachrus browni; synoniem: Monarcha browni) is een zangvogel uit de familie Monarchidae (monarchen). Deze vogel is genoemd naar de missionaris George Brown (1835-1917) die de vogel had verzameld. 

## Verspreiding en leefgebied
Deze soort is endemisch op de New Georgia-eilanden in de Salomonseilanden. Er zijn twee ondersoorten:
- S. b. browni: Kolombangara, New Georgia, Vangunu en de nabijgelegen eilanden.
- S. b. meeki: Rendova en Tetepare.

## Status
De grootte van de populatie is niet gekwantificeerd maar de soort wordt omschreven als schaars. Het verspreidingsgebied is klein en de aantallen nemen af door ontbossing. Op de Rode lijst van de IUCN heeft deze soort daarom de status gevoelig.